# Kornaftalen mellem Ukraine og Rusland
Kornaftalen mellem Ukraine og Rusland var en aftale mellem Ukraine og Rusland, der sikrede, at Ukraine kunne eksportere korn via sine havnebyer ved Sortehavet, hvilket Ruslands invasion af Ukraine satte en stopper for.  Det var en aftale, der blev indgået i sommeren 2022 mellem Ukraine, Rusland, Tyrkiet og FN. I sommeren 2023 trak Rusland sig fra aftalen indtil de får nogle krav opfyldt.
I det års tid, hvor aftalen, der er blevet forlænget flere gange, fik Ukraine eksporteret mere end 30 mio. tons korn via Sortehavet. Der er lande i det østlige Afrika, der får ca. 90% af deres korn fra de to lande.
Russerne ønsker, at få handlen med udlandet genoptaget, inklusiv genoptagelse i swift-samarbejdet, som de er blevet udelukket fra som en del af Vestens sanktioner. Efter at aftalen udløb 17. juli 2023 steg fødevarepriserne med 1,3% i forhold til måneden før. International Rescue Committee (no) anslår, at 20 mio. mennesker i (hovedsagligt) Østafrika er afhængige af den ukrainske hvedeeksport.